# Bezemstruik
De bezemstruik (Spartium junceum) is een sterk vertakte plant uit de vlinderbloemenfamilie (Leguminosae). De soort groeit op droge, zonnige hellingen in Zuid-Europa en wordt elders gekweekt om de bloemen. De jonge takken zijn erg buigzaam, berijpt en ze dragen riemvormige bladeren. Soms zijn er echter bijna geen bladeren aanwezig.
De bezemstruik heeft gele, grote bloemen die een zoete geur hebben. Ze zijn 2-2,5 cm lang. Ze bevinden zich doorgaans aan het einde van de takken waar ze aren vormen. De bloemen bloeien het grootste deel van de zomer.
De vrucht is een peul die aanvankelijk groen en behaard is. Later wordt de peul zwart en kaal. De lengte is 5-8 cm. Elke peul bevat meerdere bruine zaden.

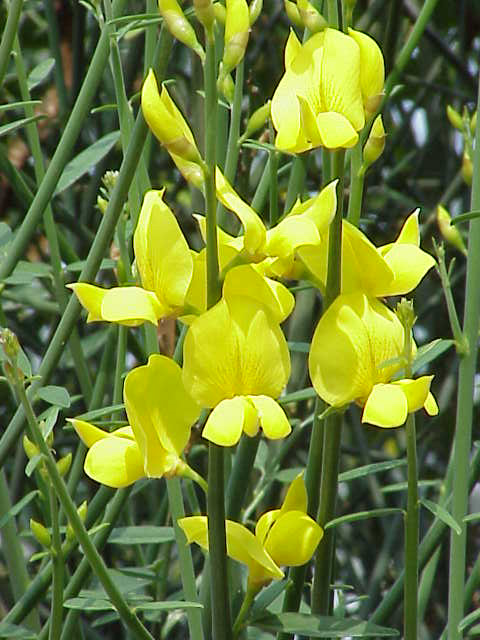
Bloem

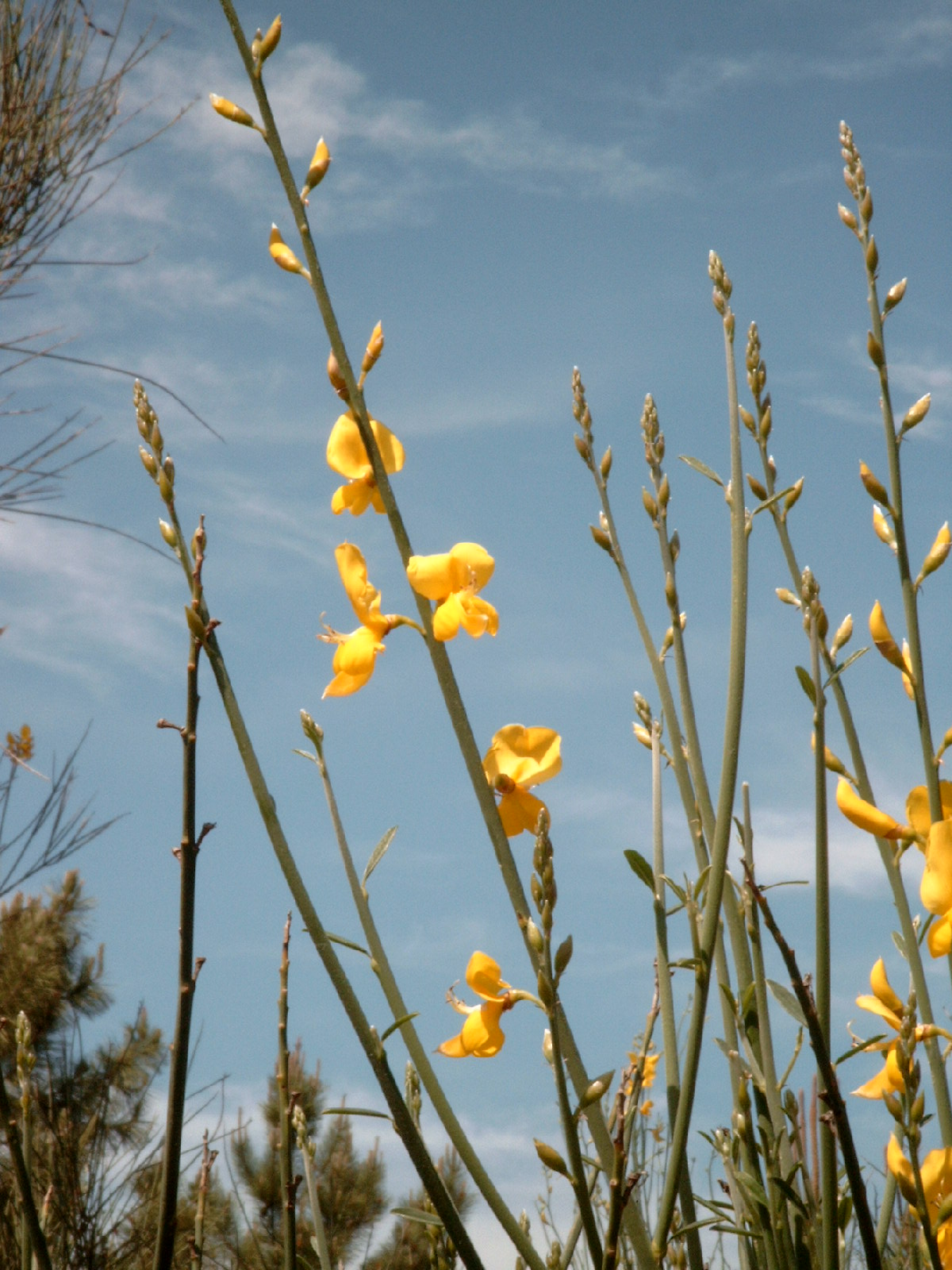
Tak met bloem